# Acestrocephalus
Az Acestrocephalus a sugarasúszójú halak (Actinopterygii) osztályába, a pontylazacalakúak (Characiformes) rendjébe a pontylazacfélék (Characidae) családjába tartozó nem.

## Rendszerezés
A nembe az alábbi 8 faj tartozik:
- Acestrocephalus acutus
- Acestrocephalus anomalus
- Acestrocephalus boehlkei
- Acestrocephalus maculosus
- Acestrocephalus nigrifasciatus
- Acestrocephalus pallidus
- Acestrocephalus sardina
- Acestrocephalus stigmatus